# Łysa Góra (Wysoczyzna Mińska)
Łysa Góra (biał. гара Лысая, hara Łysaja, ros. гора Лысая, gora Łysaja; 342 m n.p.m.) – wzgórze, drugie co do wysokości wzniesienie Wysoczyzny Mińskiej i drugi pod względem wysokości szczyt na Białorusi. Znajduje się w rejonie mińskim, 21 km na północ od Mińska. Zajmuje centralną część Wysoczyzny Łohojskiej. Zbudowana jest z morenowych piasków gliniastych, porośnięta wyżynnymi łąkami poprzedzielanymi drzewami i krzewami.